# 부가티 EB 110
부가티 EB 110(프랑스어: Bugatti EB 110)은 부가티 오토모빌리 S.p.A가 청산된 1991년부터 1995년까지 생산했던 스포츠카이다.

## 역사

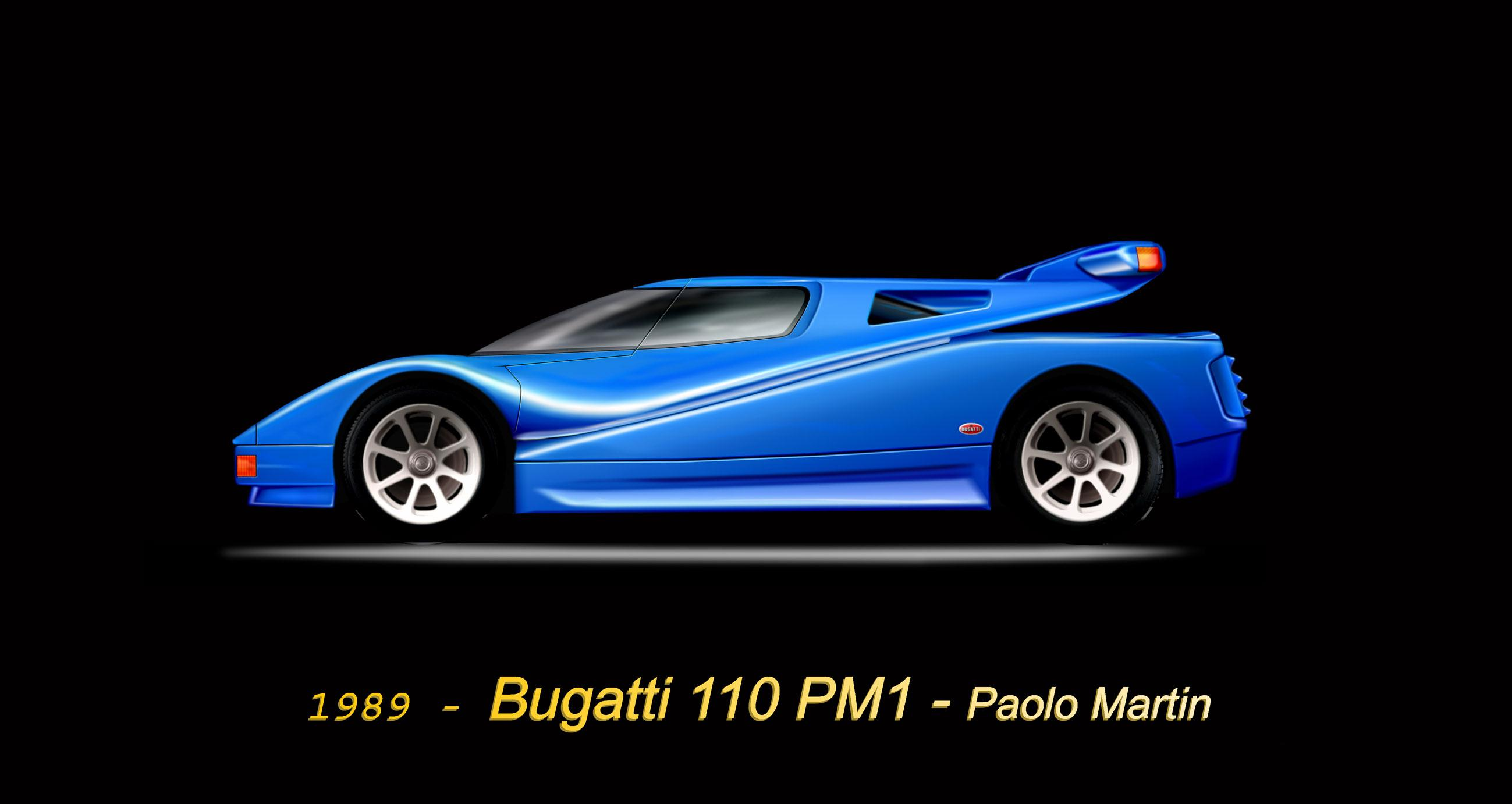
부가티 EB 110의 컨셉트 모델

부가티 EB 110의 개발은 1987년 엔진과 섀시에서 시작되었으며 Tiziano Benedetti, Achille Bevini 및 Oliviero Pedrazzi가 이끄는 Tecnostile이 작업을 수행했다. 3인조는 람보르기니 미우라 섀시와 엔진 개발을 담당했으며, 이후 로마노 아르티올리와 초기 대화에 참여했던 페루치오 람보르기니와 파올로 스탄차니에게 알려진 자체 회사를 설립했다. 스탄차니는 미우라, 에스파다 및 쿤타치 등의 경력을 쌓은 덕분에 회사 기술 이사로 선택되었다.

## 사양

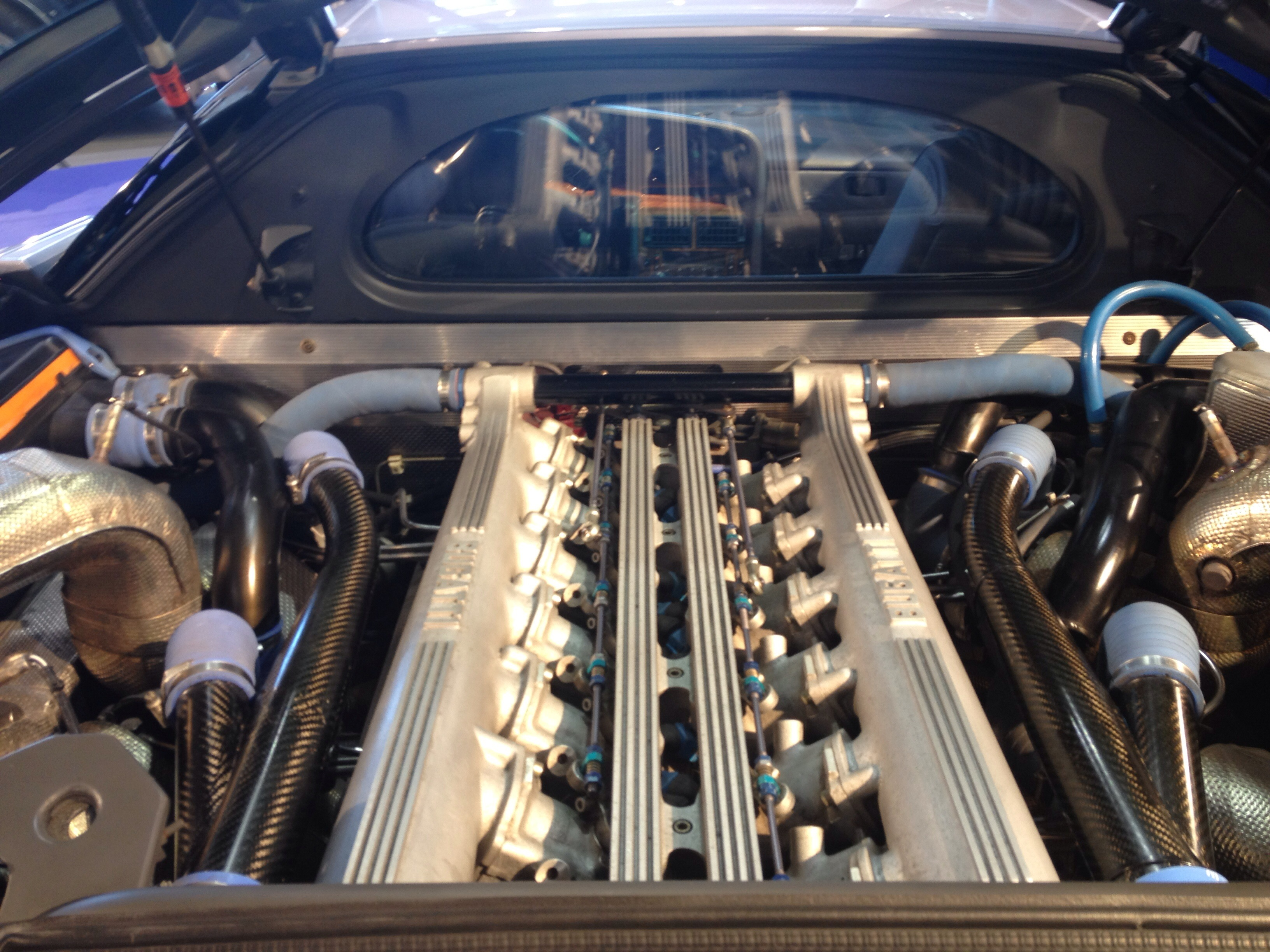
EB 110의 엔진

12개의 개별 스로틀 바디를 통해 공급되는 60개의 밸브 쿼드 터보차저 V12 엔진이 장착되어 있으며 6단 수동 변속기를 통해 네 바퀴 모두에 동력을 공급한다. 3,500 cc (3.5 L; 213.6 cu in) 엔진의 보어 및 스트로크는 81 mm × 56.6 mm (3.19 in × 2.23 in)이다. EB110 GT는 8,000rpm에서 412 kW (560 PS; 553 hp)의 출력을, 3,750rpm에서 611 N·m (451 lb·ft)의 토크를 냈다. 성능 지향적인 슈퍼 스포츠 버전은 엔진이 8,250rpm에서 450 kW (612 PS; 603 hp)의 최대 출력으로, 4,200rpm에서 650 N·m (479 lb·ft)의 토크로 조정되었다.

## 비디오 게임에서의 등장
- 아스팔트 9: 레전드